# Cyrtandra sarawakensis
Cyrtandra sarawakensis är en tvåhjärtbladig växtart som beskrevs av Charles Baron Clarke. Cyrtandra sarawakensis ingår i släktet Cyrtandra och familjen Gesneriaceae.

## Underarter
Arten delas in i följande underarter:
- C. s. longipilosa
- C. s. sarawakensis